# Józef Rotblat

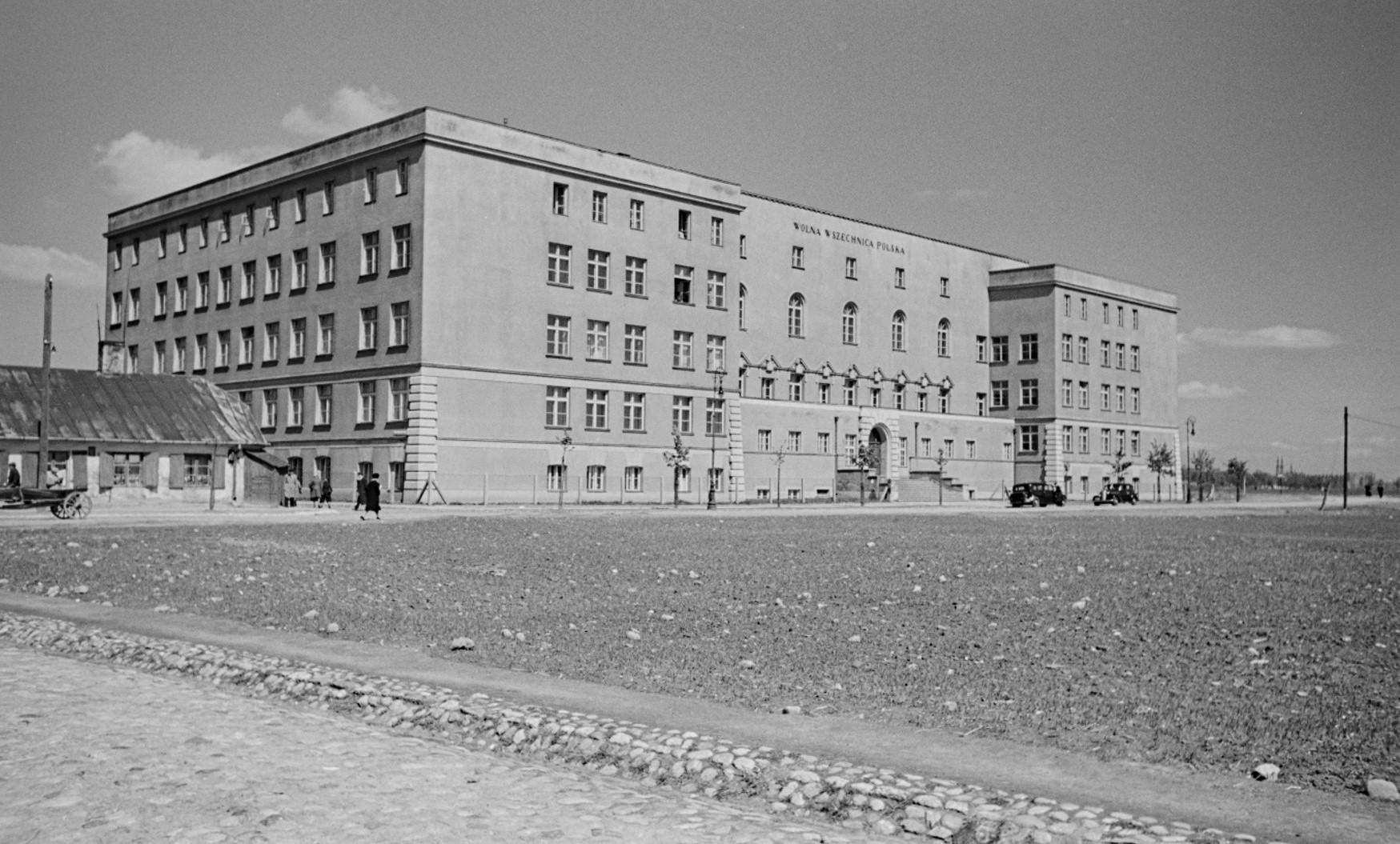
Gmach Wolnej Wszechnicy Polskiej w Warszawie, którą ukończył Józef Rotblat

Józef Rotblat (ur. 4 listopada 1908 w Warszawie, zm. 31 sierpnia 2005 w Londynie) – polski fizyk żydowskiego pochodzenia, radiobiolog, współtwórca pierwszej bomby atomowej. Założyciel i lider pacyfistycznego ruchu naukowców Pugwash, laureat Pokojowej Nagrody Nobla (1995).

## Życiorys

### Dzieciństwo
Urodził się w Warszawie w kamienicy przy ul. Miłej 64 na Muranowie. Był piątym z siedmiorga dzieci w rodzinie polskich Żydów. Ojciec Zelman prowadził dobrze prosperującą firmę transportową. W 1914 roku nie udało mu się jednak przedłużyć dzierżawy placu przy ul. Miłej, przez co rodzina musiała się przeprowadzić do niewykończonego jeszcze mieszkania w kamienicy przy ul. Nowolipki 53 róg ul. Smoczej.

### Edukacja
Uczył się w chederze, ale szybko uznał, że nie jest to szkoła dla niego, gdyż zaczął wątpić w istnienie Boga (później określał się jako agnostyk). Rotblat przeniósł się do klasy elektromechanicznej Szkoły Rzemieślników Towarzystwa Dostarczania Pracy Ubogim Żydom. Nauczył się tam fachu elektryka.
W 1926 dowiedział się, że w Warszawie działa Wolna Wszechnica Polska, szkoła wyższa niewymagająca od kandydatów matury i przyjmująca Żydów. W 1928 roku zdał egzamin wstępny i został przyjęty (maturę zdał eksternistycznie na trzecim roku studiów). Zaczął wtedy pracować jako elektryk – uczył się wieczorami, a pracował w dzień. Jego mentorem i opiekunem w Wolnej Wszechnicy Polskiej był Ludwik Wertenstein, prekursor polskiej fizyki jądrowej, były asystent Marii Skłodowskiej-Curie i kierownik założonej przez nią Pracowni Radiologicznej Towarzystwa Naukowego Warszawskiego. Zetknięcie się z Wertensteinem, który wykładał m.in. promieniotwórczość, teorię kwantów i budowę atomów, było dla Rotblata wydarzeniem przesądzającym o jego dalszej drodze życiowej.

### Kariera naukowa
W 1932 zdobył tytuł magistra w Wolnej Wszechnicy Polskiej na Wydziale Matematyczno-Przyrodniczym z zakresu fizyki, uprawniający do podjęcia pracy w charakterze nauczyciela i do zdobywania stopni naukowych. Podjął też pracę w Pracowni Radiologicznej Towarzystwa Naukowego Warszawskiego. 1 października 1936 na VIII Zjeździe Fizyków Polskich we Lwowie wygłosił trzy referaty: „Selektywna absorpcja powolnych neutronów w srebrze, złocie i jodzie”, „Zasięgi cząsteczek powstających przy bombardowaniu boru i litu powolnymi neutronami”, „Zderzenia prędkich neutronów z protonami”. W programie Zjazdu reprezentował Pracownię Radiologiczną im. Kernbauma w Warszawie.
W 1938 ożenił się z Tolą, absolwentką polonistyki na UW, a w październiku tego samego roku obronił rozprawę doktorską na Uniwersytecie Warszawskim pt. Badanie neutronowych procesów dezintegracyjnych przy pomocy komory jonizacyjnej i elektrometru Hoffmana, po czym uzyskał stypendium zagraniczne. Dużo zawdzięczał swoim promotorom, prof. Stefanowi Pieńkowskiemu i Czesławowi Białobrzeskiemu.

### II wojna światowa
Wybuch II wojny światowej zastał go w Liverpoolu, gdzie przebywał od kwietnia 1939 roku. Dzięki protekcji Wertensteina został tam najpierw uczniem, a następnie współpracownikiem angielskiego fizyka jądrowego Jamesa Chadwicka, który za odkrycie neutronu otrzymał Nagrodę Nobla w dziedzinie fizyki.
Wielokrotnie próbował w czasie wojny wydostać z okupowanej Polski swoją żonę Tolę, ale bezskutecznie. Najprawdopodobniej została ona zamordowana w obozie zagłady w Bełżcu.
W lutym 1944 trafił do miasteczka-laboratorium Los Alamos w amerykańskim stanie Nowy Meksyk. Wraz z zespołem wybitnych uczonych z całego świata pracował tam nad tajnym projektem Manhattan, mającym doprowadzić do skonstruowania bomby atomowej.

### Okres powojenny
Rotblat, przerażony skutkami nuklearnego zniszczenia, wycofał się z projektu i powrócił do Anglii, gdzie zaangażował się w prace nad brytyjską techniką jądrową. Został szefem wydziału fizyki w Kolegium Medycznym przy Szpitalu św. Bartłomieja w Londynie. W 1946 przyjął obywatelstwo brytyjskie. W 1998 otrzymał tytuł szlachecki „Sir”.
Jako naukowiec zajmował się medycyną nuklearną, m.in. wpływem promieniowania jonizującego na powstawanie nowotworów. Był członkiem i przewodniczącym Wydziału Przyrodniczo-Matematycznego Polskiego Towarzystwa Naukowego na Obczyźnie. Od 1966 był członkiem zagranicznym Polskiej Akademii Nauk, w 1996 PAN przyznała mu Medal im. Kopernika.
Jego językiem ojczystym był język polski, do końca życia płynnie się nim posługiwał i podkreślał swoje związki z polskością, akcentując, iż jest Polakiem z brytyjskim paszportem.

### Pacyfizm
W czasach zimnej wojny Rotblat został czołowym krytykiem koncepcji odstraszania militarnego za pomocą posiadania broni masowej zagłady. Przekonywał, iż broń taka zagraża dalszemu istnieniu ludzkości. W 1955 opublikował w czasopiśmie „Bulletin of the Atomic Scientists” artykuł o skutkach amerykańskiej eksplozji wodorowej nad atolem Bikini, czym naraził się zarówno Amerykanom, jak i brytyjskiemu rządowi, szykującemu pierwsze próby nowej broni w Australii.
Wraz z angielskim filozofem, logikiem i literackim noblistą Bertrandem Russellem doprowadził do powstania w 1957 międzynarodowego ruchu pacyfistycznego uczonych działających na rzecz rozbrojenia nuklearnego pod nazwą Konferencja Pugwash w Sprawie Nauki i Problemów Światowych. Ruch ten skupiał ludzi nauki z obu stron dzielącej Europę „żelaznej kurtyny”. Pomimo nacisków zarówno ze strony ZSRR, jak i państw zachodnich, częściowo udało mu się uniknąć upolitycznienia tego ruchu, zachowując jego pozycję ponad dwubiegunowym podziałem politycznym ówczesnego świata.
Jednakże ruch krytykowano, że podchodził do wielu spraw wybiórczo i niesymetrycznie, zwłaszcza wobec strony radzieckiej, przymykając oko na łamanie przez nią praw człowieka. Tak stało się np. ze zlekceważeniem listu rosyjskiego dysydenta Andrieja Sacharowa, współkonstruktora radzieckiej bomby wodorowej, informującego Pugwash o losie dysydentów w ZSRR. W 1982 konferencja ruchu odbyła się w Warszawie, gdzie jej uczestnicy niemal nie dostrzegli trwającego stanu wojennego.
Rotblat dążył do zbliżenia naukowców z obu bloków politycznych oraz ich solidarności przeciwko rozwijaniu badań naukowych mogących skutkować powstaniem nowych rodzajów broni. Postulował, aby naukowcy przyjęli sposób postępowania na wzór lekarskiej przysięgi Hipokratesa, tzn. aby powstrzymywali zaspokajanie własnej ciekawości naukowej i samoograniczali się w badaniach, jeśli ich wyniki mogłyby okazać się zgubne dla świata.

### Nagroda Nobla
W 1995, w 50. rocznicę zagłady Hiroszimy, a także w momencie wznowienia prób z bronią atomową przez Francję, został uhonorowany wraz z ruchem Pugwash (po połowie) Pokojową Nagrodą Nobla. Norweski Komitet Noblowski uzasadnił przyznanie nagrody ich działalnością na rzecz atomowego rozbrojenia.
Został pochowany na londyńskim cmentarzu Hampstead.

## Odznaczenia
W 1987 odznaczony został Krzyżem Komandorskim Orderu Zasługi PRL, natomiast postanowieniem Prezydenta RP z 28 sierpnia 1998 za wybitne zasługi dla nauki polskiej Krzyżem Komandorskim z Gwiazdą Orderu Odrodzenia Polski.

## Upamiętnienie

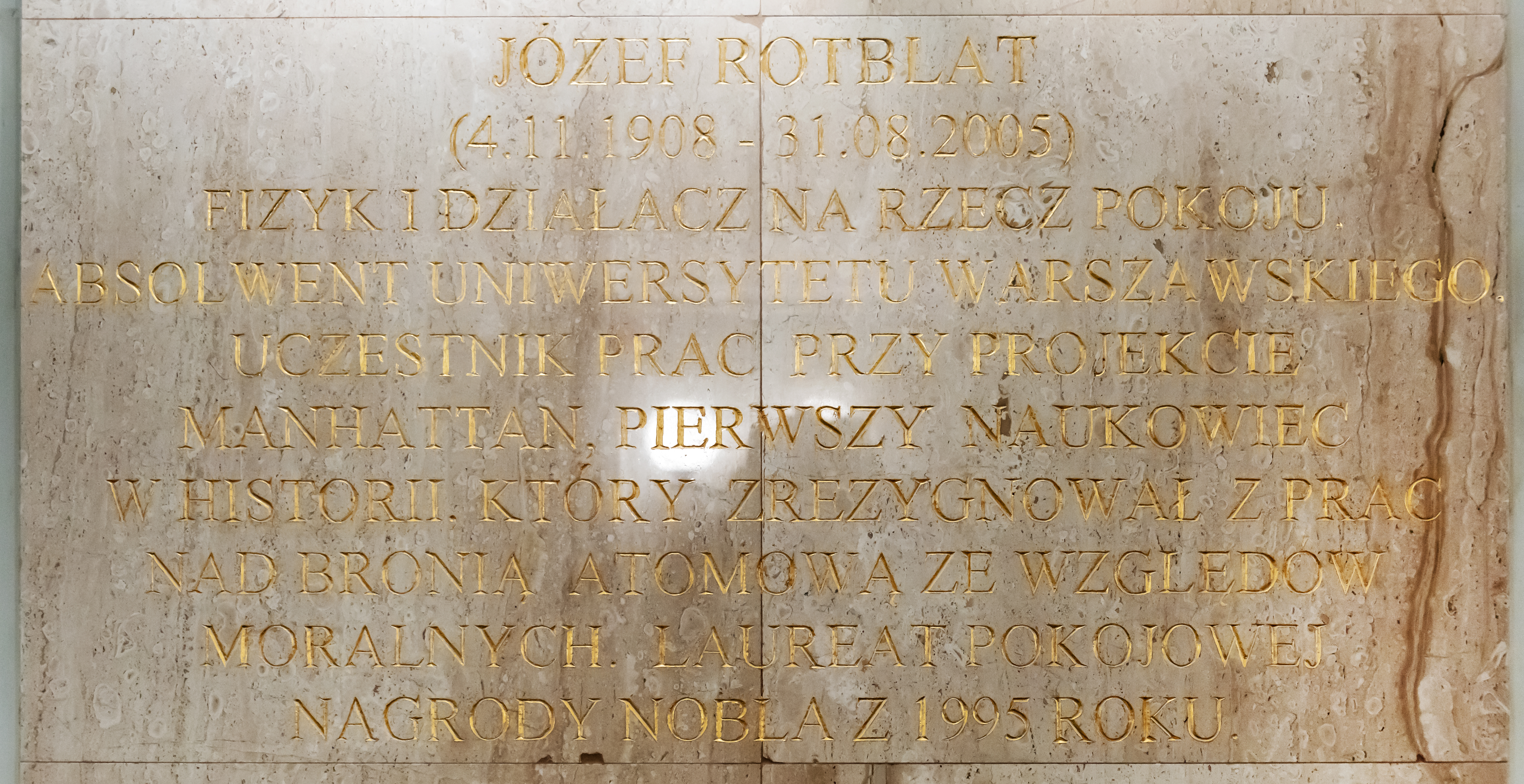
Tablica upamiętniająca Józefa Rotblata w Auditorium Maximum Uniwersytetu Warszawskiego

W 2016 roku w holu Auditorium Maximum Uniwersytetu Warszawskiego odsłonięto tablicę upamiętniającą Józefa Rotblata.
W 2018 Rada m.st. Warszawy nadała jego imię skwerowi znajdującemu się przy skrzyżowaniu ulic Nowolipki i Smoczej.
Uchwałą z dnia 30 stycznia 2024 r. Rada Miasta Otwocka nadała imię Józefa Rotblata rondu, znajdującemu się przy trasie S17 niedaleko Narodowego Centrum Badań Jądrowych w Świerku (po przeciwnej stronie S17 położone jest rondo im. Marii Skłodowskiej-Curie).

## Biografia
W 2018 roku nakładem Wydawnictwa Znak ukazała się jego polska biografia pt. Noblista z Nowolipek. Józefa Rotblata wojna o pokój autorstwa Marka Górlikowskiego.